# داگلاس ایکس‌بی-۴۳ جت‌مستر
داگلاس ایکس‌بی-۴۳ جت‌مستر (به انگلیسی: Douglas XB-43 Jetmaster) یک هواپیمای ساختِ کارخانهٔ شرکت هواپیماسازی داگلاس در کشور ایالات متحده آمریکا است. این هواپیما برای نخستین بار در ۱۷ مه ۱۹۴۶ میلادی مورد استفاده قرار گرفت.